# Я вернусь (альбом)
«Я вернусь…» — сборник песен Михаила Евдокимова, вышедший в 2006 году, после его смерти.
Диск был выпущен музыкантом и продюсером Вадимом Горшковым с согласия и в содействии с Галиной Евдокимовой. Это сборник из довольно грустно-мелодичных, местами трагических композиций. Михаил Евдокимов был первым исполнителем песни «Я вернусь» в 1992 г. на концерте памяти Евгения Мартынова. Слова песни были написаны Робертом Рождественским как подтекстовка мелодии (мелодия была написана в 1977 г.) композитора специально для этого концерта.
Песня схожа с аналогичной у Игоря Талькова, а в аранжировке некоторых треков участвовал бывший участник группы Игоря):

Я ещё вернусь

Вздрогну и проснусь

И до вас опять

Песней дотянусь

Я ещё вернусь

Верьте, я вернусь.

Эта песня прозвучала и на похоронах Михаила Евдокимова.
Некоторые песни («Алтай», «Земляки», «На горе, на горушке», «Баня») были довольно популярны и при жизни артиста. Объединяет альбом, как и все его творчество — любовь к своей малой Родине, деревне, природе, Алтаю. Трагизм и печаль сменяются залихвацкими куплетами, а легкие мотивы — глубокими по смыслу стихами.
Тираж диска — 3 000 экземпляров, изготавливался к началу Кубка Михаила Евдокимова (2006) и распространялся в селе Верх-Обском. В 2004 году продюсер Вадим Горшков выступил продюсером диска «Отвяжись, худая жизнь!» Запись диска производилась AMM Studio (г. Барнаул) с оригинальных студийных записей, которые хранятся в архивах студии.

## Содержание альбома
1. Алтай (О. Иванов — Б. Бортасевич) 4' 03"
2. Верх-Обское (О. Иванов — Б. Бортасевич) 3' 16"
3. Земляки (М. Евдокимов — Ю. Цейтлин) 3' 32"
4. Катунь (О. Иванов — Б. Бортасевич) 3' 52"
5. Баня (А. Пляченко — А. Поперечный) 2' 53"
6. Некогда жить (А. Пляченко — А. Поперечный) 3' 23"
7. Расскажи мне, мама, сказку (А. Пляченко — А. Поперечный) 3' 22"
8. Одинокий волк (А. Морозов — А. Поперечный) 5' 18"
9. Ах, отец (А. Пляченко — А. Поперечный) 4' 43"
10. На горе, на горушке (Ю. Мартынов — С. Каргашин) 4' 40"
11. Я ушёл, я уехал (А. Пляченко — А. Поперечный) 4' 09"
12. Господа, не бейте зеркала (А. Пляченко — А. Поперечный) 5' 18"
13. Домик у дороги (А. Пляченко — А. Поперечный) 4' 48"
14. Помолись, мама, Господу (А. Морозов — Л. Дербенёв) 5' 00"
15. Всё это будет (А. Пляченко — А. Поперечный) 2' 58"
16. Я домой вернулся (А. Пляченко — А. Поперечный) 3' 05"
17. Остановите землю (А. Пляченко — А. Поперечный) 5' 04"
18. Я вернусь… (Е. Мартынов — Р. Рождественский) 4' 01"